# Opiate for the Masses
Opiate for the Masses é uma banda de post-hardcore formada em 1999 no estado do Arizona, nos Estados Unidos.

## Integrantes
- Ron Underwood (Vocal) - (1999-)
- Jim Kaufman (1999-)
- Seven Antonopolous (2005-)
- Anna Kjellberg (2008-)

### Ex-integrantes
- Dustin Lyon (1999-2003)
- Andrew Gerold (2003-2005)
- Elias Mallin (1999-2005)
- Ryan Head (1999-2007)

## Discografia

### Álbuns de estúdio
- The Spore (2005)
- Manifesto (2008)

### Compilações
- Jagermeister Music Tour (2006)
- Taste of Christmas (2005)
- Saw II soundtrack
- Saw III soundtrack
- The Best of Taste of Chaos
- The Best of Taste of Chaos Two